# NAIP
NAIP (англ. NLR family, apoptosis inhibitory protein) — цитозольный белок, Nod-подобный рецептор, продукт гена NAIP, ингибирует апоптоз.

## Функции
NAIP является анти-апоптозным белком, ингибирует каспазы 3, 7 и 9. Может ингибировать как аутопротеолиз прокаспазы-9, так и активирующий протеолиз прокаспазы-3 под действием каспазы-9. Играет роль медиатора выживания нейрональных клеток в патологических условиях, предотвращает апоптоз моторных нейронов, вызванный различными сигналами. Различные мутации белка были обнаружены у больных с тяжёлой спинальной мышечной атрофией.

## Структура
NLRC5 — крупный белок, состоит из 1403 аминокислот, молекулярная масса — 159,6 кДа.  Молекула включает 3 BIR-повтора, NACHT-домен с участком связывания АТФ и 4 цистеиновых участков связываний цинка в 3-м BIR-домене.
Взаимодействует с APAF1 через NACHT-домен.

## Тканевая специфичность
Экспрессируется в моторных нейронах, но отсутствует в сенсорных нейронах. Присутствует в печени, плаценте, в меньшей степени — в спинном мозге. 